# John Woo
John Woo (n. 1 mai 1946, Guangzhou, China) este un regizor chinez de filme. Printre filmele sale din China merită a fi menționate A Better Tomorrow (1986), Hard Boiled (1992) și The Killer (1989).
Dintre producțiile sale realizate la Hollywood, filme importante sunt Windtalkers (2002, cu Nicolas Cage), Vânătoare de oameni (1993, cu Jean-Claude Van Damme), Operațiunea Broken Arrow (1996, cu John Travolta), Față în față (1997, cu J. Travolta și N. Cage) și Misiune: Imposibilă II (2000, cu Tom Cruise).

## Filmografie
- Vânătoare de oameni (1993)
- Operațiunea Broken Arrow (1996)
- Față în față (1997)
- Cecul sau viața (2003)